# Kihyun
Kihyun, pseudonimo di Yoo Ki-hyun (유기현?, Yu GihyeonLR, Yu KihyŏnMR; Seul, 22 novembre 1993), è un cantante sudcoreano.

## Carriera
Nel dicembre 2014 prende parte allo show No.Mercy. Con altri sei cantanti (Shownu, Minhyuk, Hyungwon, Joohoney, I.M e Wonho) viene inserito nella boy band Monsta X, che debutta con l'EP Trespass nel maggio 2015 (Starship Entertainment).
Nel 2022 debutta da solista.

## Discografia

### EP
- 2022 - Youth

### Singoli
- 2022 - Voyager
- 2022 - Youth